# Erik Friedlander
Erik Friedlander (1 de julio de 1960) es un violonchelista estadounidense y compositor radicado en la ciudad de Nueva York.

## Carrera profesional
Es un chelista veterano de la escena experimental del centro de Nueva York; ha trabajado en muchos contextos, pero es quizás más conocido por sus frecuentes colaboraciones con el saxofonista / compositor John Zorn.
Friedlander creció en una casa llena de arte y música: su padre es el fotógrafo Lee Friedlander, conocido por las fotografías de portada que tomó para Atlantic Records. La afición de su padre por el R&B y el jazz ayudaron a formar el gusto de Friedlander por la música.
Friedlander empezó a tocar la guitarra a los seis años y añadió violonchelo dos años después. Además de su trabajo con Zorn, Friedlander ha trabajado con Laurie Anderson, Courtney Love y Alanis Morissette, y es miembro del cuarteto de jazz fusión Topaz.
Él creó la música original para el documental histórico Kingdom of David: The Saga of the Israelites  (PBS)

## Discografía
- Chimera (con Chimera) (Avant, 1995)
- The Watchman (con Chimera) (Tzadik, 1996)
- Topaz (con Topaz) (SIAM, 1999)
- Skin (con Topaz) (SIAM, 2000) también publicado en DVD
- Grains of Paradise (Tzadik, 2002)[4]
- Quake (con Topaz) (Cryptogramophone, 2003)
- Maldoror (Brassland, 2003)
- Eiger (SkipStone, 2006)
- Prowl (con Topaz) (Cryptogramophone, 2006)
- Schio Duomilaquatro (Stella Nera, 2006)
- Giorni Rubati (Bip-Hop, 2006)
- Block Ice & Propane (SkipStone, 2007)
- Volac: Book of Angels Volume 8 (Tzadik, 2007) compuesto por John Zorn
- Broken Arm Trio (SkipStone, 2008)
- Vanishing Point (A Road Journal DVD)
- Alchemy (SkipStone, 2010)
- 50 Miniatures for Improvising Quintet (SkipStone, 2010)
- Chamber Quintet (con Marcin Oles y Bartlomiej Oles)
- Bonebridge (SkipStone, 2011)
- American Power (SkipStone, 2012)
- Claws and Wings (Skipstone, 2013)
- Nothing on Earth (SkipsStone, 2014)
- Nighthawks (SkipStone, 2014)
- Illuminations (SkipStone, 2015)
- Oscalypso (SkipStone, 2015)

Con John Zorn
- Filmworks X: In the Mirror of Maya Deren (Tzadik, 2001)
- The Concealed (Tzadik, 2012)
- Fragmentations, Prayers and Interjections (Tzadik, 2014)

Como miembro de Bar Kokhba
- 1998 The Circle Maker (Tzadik)
- 2005 50th Birthday Celebration Volume 11 (Tzadik)
- 2008 Lucifer: Book of Angels Volume 10 (Tzadik)

Como miembro de Masada String Trio
- 1998 The Circle Maker (Tzadik)
- 2002 Filmworks XI: Secret Lives (Tzadik)
- 2003 50th Birthday Celebration Volume 1 (Tzadik)
- 2005 Azazel: Book of Angels Volume 2 (Tzadik)
- 2010 Haborym: Book of Angels Volume 16 (Tzadik)

### Como músico de sesión
Con Laurie Anderson
- Life on a String (Nonesuch, 2001)

Con Cyro Baptista
- Beat the Donkey (Tzadik, 2002)
- Banquet of the Spirits (Tzadik, 2008)
- Infinito (Tzadik, 2009)

Con Uri Caine
- Wagner e Venezia (Winter & Winter, 1997)

Con Nels Cline
- Lovers (Blue Note, 2016)

Con Sylvie Courvoisier
- Abaton (ECM, 2003)

Con Dave Douglas
- Parallel Worlds (Soul Note, 1993)
- Five (Soul Note, 1996)
- Convergence (Soul Note, 1999)

Con Mark Feldman
- Book of Tells (Enja, 2001)

Con Mike Patton
- Pranzo Oltranzista (Tzadik, 1997)

Con Jamie Saft
- A Bag of Shells (Tzadik, 2010)

Con Wadada Leo Smith
- Lake Biwa (Tzadik, 2004)

Con Dar Williams
- Mortal City (Razor & Tie, 1996)